# テレーザ・シュトール
テレーザ・シュトール（Theresa Stoll 1995年11月21日- ）はドイツのミュンヘン出身の柔道選手。階級は57kg級。双子の姉であるアメリー・シュトールも同じ57kg級の選手。2021年現在は柔道に取り組む一方で、医学も学んでいる。

## 人物
柔道は8歳の時にアメリーとともに始めた。2011年の世界カデ52kg級では決勝で米澤夏帆に敗れて2位だった。その後階級を57kg級に上げると、2015年の世界ジュニアでは個人戦で5位、団体戦では準決勝の日本戦で舟久保遥香に舟久保固で敗れるも3位になった。2016年のグランドスラム・アブダビで2位になると、U23ヨーロッパ選手権では優勝した。2017年の グランプリ・デュッセルドルフでは決勝でドルジスレン・スミヤを技ありで破って優勝した。ヨーロッパ選手権では個人戦で2位、団体戦で3位となった。2018年にはドイツ選手権の決勝で前年に続いて双子のアメリーを破って優勝した。ヨーロッパ選手権では個人戦で2位だったものの、初開催となった男女混合による団体戦でアメリーとともに優勝した。世界選手権では準々決勝でイギリスのネコダ・スミス＝デイビスに敗れると、その後の3位決定戦ではカナダの出口クリスタと対戦して技ありを先取するも、逆転負けを喫して5位にとどまった。グランドスラム・大阪では3回戦で舟久保に舟久保固で敗れた。2021年の世界選手権では準々決勝でカナダのジェシカ・クリムカイトに技ありで敗れるも、その後の3位決定戦で出口を払巻込で破って3位になった。7月に日本武道館で開催された東京オリンピックでは2回戦でジョージアのエテリ・リパルテリアニに合技で敗れた。混合団体では準々決勝の日本戦で52kg級で金メダルを獲得した阿部詩に反則勝ちするもチームは敗れたが、その後の敗者復活戦を勝ち上がって3位になった。2022年12月には現役引退を表明した。

## 主な戦績
- 2011年 - 世界カデ　2位(52kg級)
- 2012年 - ヨーロッパジュニア　7位
- 2013年 - ヨーロッパジュニア　7位
- 2015年 - ヨーロッパジュニア　団体戦　5位
- 2015年 - 世界ジュニア　個人戦　5位　団体戦　3位
- 2016年 - ヨーロッパ選手権　団体戦　3位
- 2016年 - グランドスラム・アブダビ　2位
- 2016年 - U23ヨーロッパ選手権　優勝
- 2017年 - グランプリ・デュッセルドルフ　優勝
- 2017年 - ヨーロッパ選手権　個人戦　2位　団体戦　3位
- 2017年 - グランプリ・ハーグ　2位
- 2017年 - グランドスラム・東京　7位
- 2017年 - ワールドマスターズ　7位
- 2018年 - グランプリ・トビリシ　優勝
- 2018年 - ヨーロッパ選手権　個人戦　2位　団体戦　優勝
- 2018年 - グランプリ・ブダペスト　2位
- 2018年 - 世界選手権　5位
- 2018年 - グランプリ・タシュケント　優勝
- 2019年 - グランドスラム・ブラジリア　3位
- 2020年 - ヨーロッパ選手権　3位
- 2021年 -　グランドスラム・テルアビブ　5位
- 2021年 -　グランドスラム・タシケント　3位
- 2021年 -　グランドスラム・カザン　3位
- 2021年 -　世界選手権　3位
- 2021年 -　東京オリンピック混合団体　3位

(出典、JudoInside.com)